# منابع ژنتیک جنگل
منابع ژنتیک جنگلی (به انگلیسی: Forest genetic resources) یا منابع ژنتیک درختان جنگلی منابع ژنتیکی (یعنی مواد ژنتیکی با ارزش حقیقی یا آینده) از گونه‌های درختچه و درخت جنگلی هستند. منابع ژنتیک جنگل برای جوامع وابسته به جنگل که بخش قابل توجهی از معیشت خود را به چوب و فرآورده جنگلی غیرچوبی (مثلاً میوه‌ها، صمغ‌ها و رزین‌ها) برای امنیت غذایی، استفاده خانگی و تولید درآمد متکی هستند، ضروری است. این منابع همچنین پایه‌ای برای تولید چوب در مقیاس بزرگ در جنگل‌های کاشته‌شده برای برآوردن نیاز جهانی به چوب و کاغذ هستند. منابع ژنتیکی چندین گونه مهم چوب، میوه و دیگر گونه‌های درختی غیرچوبی در محل در بانک‌های ژن حفظ می‌شوند یا در مجموعه‌های مزرعه نگهداری می‌شوند. با این وجود، حفاظت درجا در جنگل‌ها و مزارع دربارهٔ اکثر گونه‌های درختی مهم‌ترین اقدام برای حفاظت از منابع ژنتیکی آنهاست.
درک بهتر تنوع این گونه‌ها برای بهره‌برداری پایدار و حفاظت از آنها بسیار مهم است. الگوهای پایش پراکنش و تنوع ژنتیکی این گونه‌ها امکان اولویت‌بندی جمعیت‌ها برای حفاظت درجا، شناسایی جمعیت‌ها و گونه‌های در معرض خطر و شکاف‌های موجود در مجموعه‌های بانک ژن را فراهم می‌کند. این اطلاعات حیاتی است که به مقابله با چالش‌های جهانی مانند امنیت غذایی و تغییرات آب و هوایی کمک می‌کند.